# Ministère de la Guerre de l'Empire russe
Le ministère de la Guerre de l'Empire russe (en russe : Военное министерство) était un organe administratif de l'Empire russe de 1802 à 1918.
Il a été créé en 1802 en tant que Ministère des forces armées terrestres (en russe : Министерство военно-сухопутных сил) reprenant les responsabilités du Collège de la Guerre (en) lors de la réforme gouvernementale d'Alexandre Ier (en). Il a été rebaptisé ministère de la Guerre en 1815.